# 마량 위스니에스키
마량 위스니에스키(프랑스어: Marian Wisniewski; 1937년 2월 1일, 노르-파-드-칼레 지방 칼론-리쿠아르 ~ 2022년 3월 3일, 프로방스-알프-코트 다쥐르 지방 카르팡트라)는 마랸 비스니에프스키(폴란드어: Maryan Wisniewski)로 알려진 프랑스의 전 축구 선수로, 현역 시절 공격수로 활약했다.

## 생애 및 경력
마량 위스니에스키는 1937년 2월 1일, 파-드-칼레 주 칼론-리쿠아르에서 출생했다. 그는 프랑스 국가대표팀 일원으로 33번의 경기에 출전해 12골을 기록했으며, 1958년 월드컵에 프랑스 선수단 일원으로 참가해 3위에 입상했다. 그는 1955년 4월 3일에 국가대표팀 첫 경기를 치렀고, 그에 따라 프랑스 국가대표팀 역사상 최연소 선수로 이름을 올렸는데, 첫 경기 당시 나이는 불과 18세 2개월이었다.
위스니에스키는 2022년 3월 3일에 바클뤼즈 주 카르팡트라에서 향년 85세로 영면에 들었다. 그의 작은손자 조나탕 위스니에스키는 전 럭비 유니언 선수였다.